# Stenamma schmitti
Stenamma schmitti är en myrart som beskrevs av Wheeler 1903. Stenamma schmitti ingår i släktet Stenamma och familjen myror. Inga underarter finns listade i Catalogue of Life.

## Bildgalleri

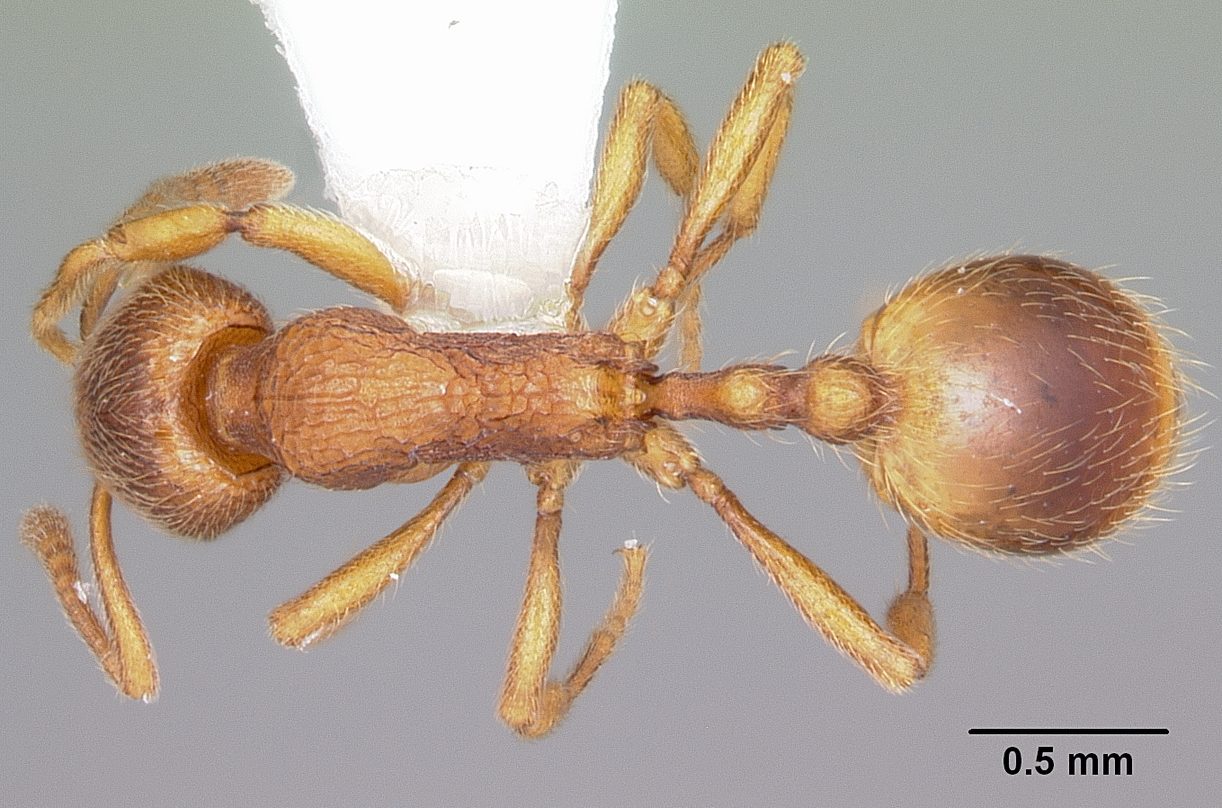
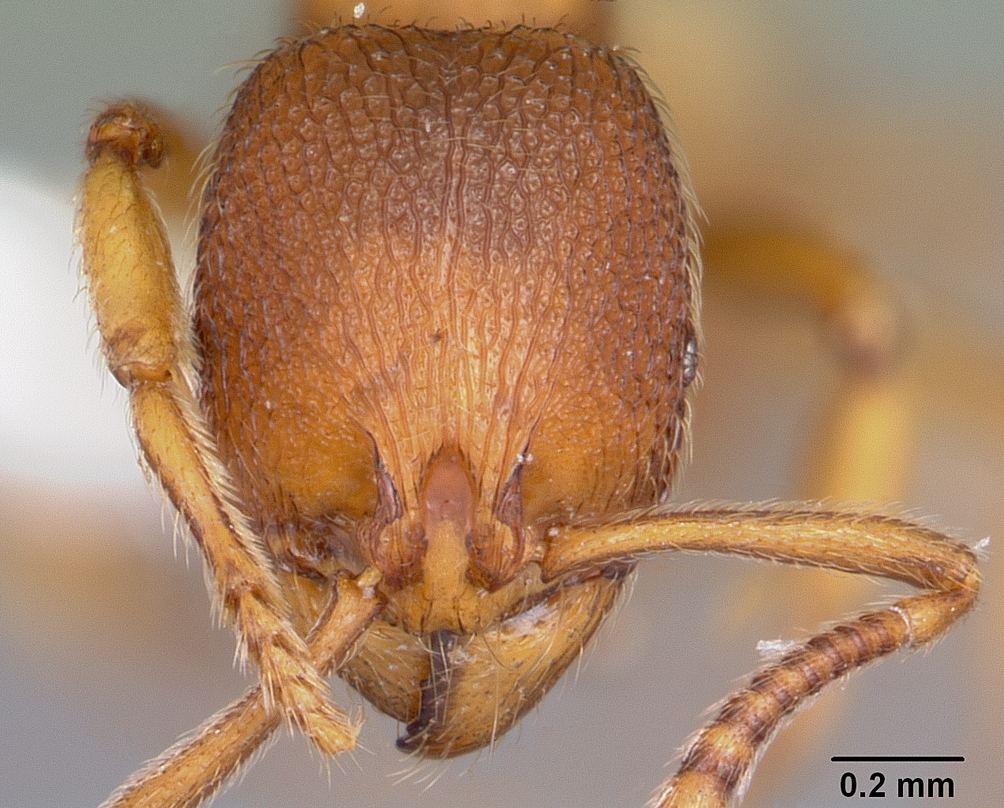
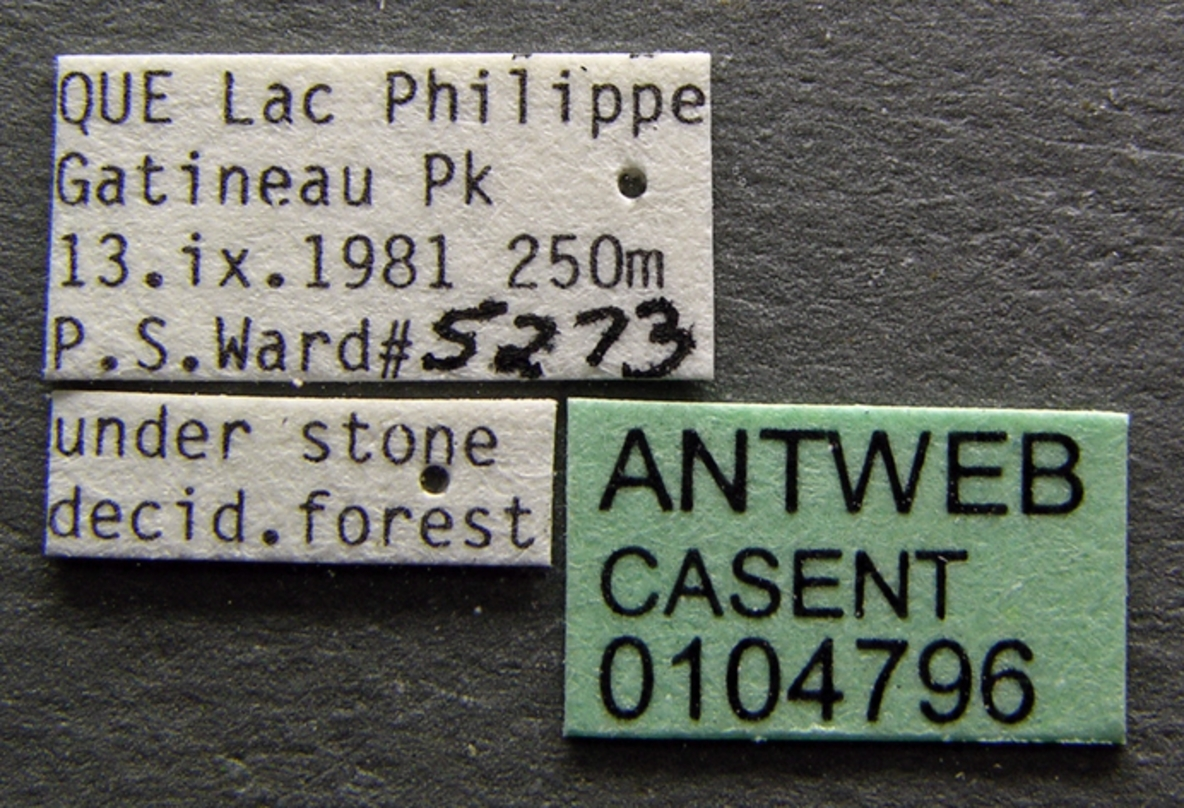
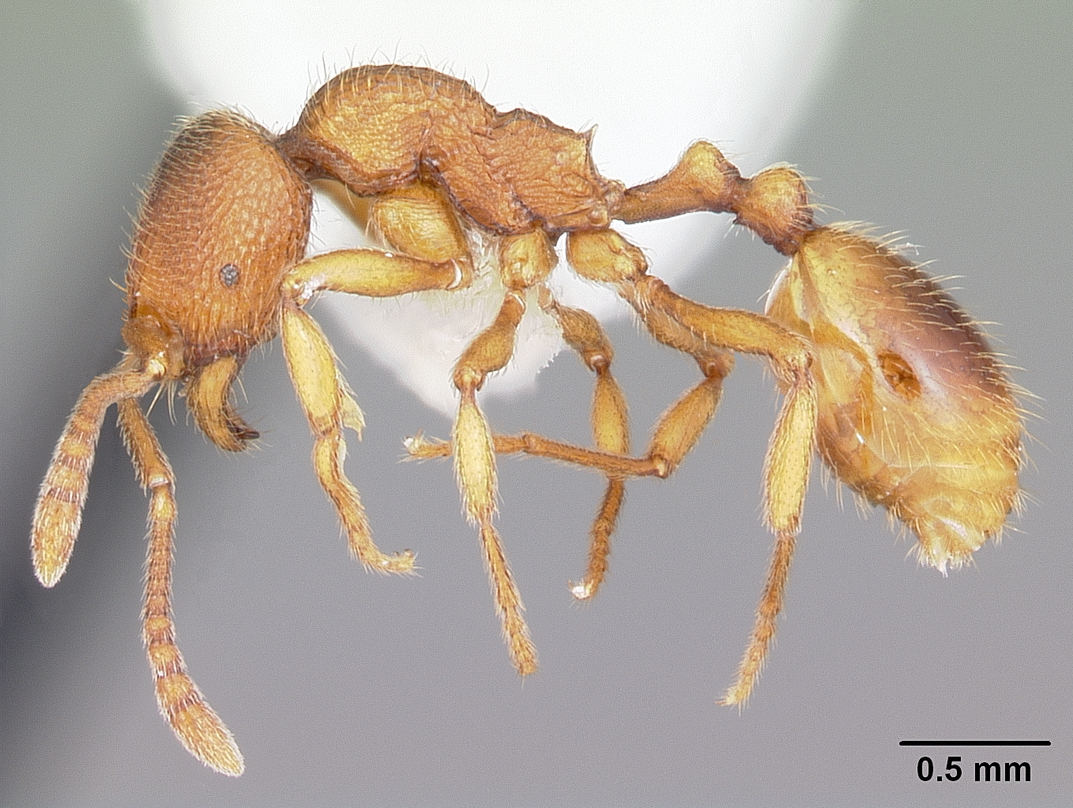